# Jai Courtney
Jai Courtney, celým jménem Jai Stephen Courtney (* 15. března 1986 Sydney, Nový Jižní Wales, Austrálie) je australský herec, známý především rolí Varra v seriálu Spartacus: Krev a písek. Dále hrál v několika celovečerních filmech, např. Jack Reacher a Smrtonosná past: Opět v akci (Good Day to Die Hard).

## Život a kariéra
Jeho otec Chris pracoval pro státní elektrárenskou společnost a jeho matka Karen byla učitelkou na Galstonské veřejné škole, kde Courtney a jeho starší sestra byli studenti. Poté navštěvoval Cherrybrook Technology High School a Západní australskou akademii múzických umění, promoval v roce 2008.
Courtneyova první role byla v roce 2005 v krátkém filmu nazvaném Boys Grammar, kde také hráli Daniel Feuerriegel a Adam J. Yeend. V roce 2008 měl Courtney roli v australském seriálu Packed to the Rafters, poté hostoval v populárním filmu All Saints, hrál v komediálním filmu To Hell & Bourke a v několika krátkých filmech. V roce 2014 ztvárnil ve filmu Divergence postavu jménem Eric. Roku 2016 se objevil v komiksovém filmu Sebevražedný oddíl, kde si zahrál roli Captain Boomerang (česky Kapitán Bumerang).